# 諾瓦西奧嶺
72°3′S 168°22′E / 72.050°S 168.367°E
諾瓦西奧嶺（英語：Novasio Ridge）是南極洲的山嶺，位於維多利亞地的博克格雷溫克海岸，屬於阿德默勒爾蒂山脈的一部分，美國地質調查局根據測量和該國海軍的空中照片繪入地圖。